# Delia tenuiformis
Delia tenuiformis este o specie de muște din genul Delia, familia Anthomyiidae, descrisă de Masayoshi Suwa în anul 1977. Conform Catalogue of Life specia Delia tenuiformis nu are subspecii cunoscute.